# Новобіла (пункт контролю)
49°46′7″ пн. ш. 39°11′17″ сх. д. / 49.76861° пн. ш. 39.18806° сх. д.
Новобі́ла — пункт контролю через державний кордон України на кордоні з Росією.
Розташований у Луганській області, Новопсковський район, неподалік від однойменного села, на автошляху місцевого значення. З російського боку розташований пункт пропуску «Новобіла», Кантемирівський район, Воронезька область.
Вид пропуску — автомобільний. Статус пункту пропуску автомобільного — міждержавний.
Характер перевезень — вантажний, пасажирський.
Окрім радіологічного, митного та прикордонного контролю, пункт пропуску «Новобіла» може здійснювати фітосанітарний та ветеринарний контроль.
Пункт пропуску «Новобіла» входить до складу митного посту «Старобільськ» Луганської митниці. Код пункту пропуску — 70217 12 00 (21)..